# Königsbach-Stein
Königsbach-Stein är en kommun i Enzkreis i regionen Nordschwarzwald i Regierungsbezirk Karlsruhe i förbundslandet Baden-Württemberg i Tyskland. 
Kommunen bildades 1 juli 1974 genom en sammanslagning av kommunerna Königsbach och Stein.
Kommunen ingår i kommunalförbundet Kämpfelbachtal tillsammans med kommunerna Eisingen och Kämpfelbach.